# Cuerpo de Educación y Juventud
El Cuerpo de Educación y Juventud (en hebreo: חיל החינוך והנוער ) es la unidad de las FDI responsable de la formación de los soldados y los comandantes de las FDI. Pertenece al Directorio de Personal. Su tarea es enseñar y desarrollar los valores nacionales entre las tropas.

## Objetivos
Según el anterior oficial en jefe del Departamento de Educación, el judío Avner Shalev, los objetivos del sistema educativo de las FDI son incrementar la motivación y la moral de las tropas y las unidades. Esto se consigue introduciendo las actividades culturales en vida de los soldados, enseñándoles cosas sobre el país y sus valores, tanto nacionales como universales, así como enseñarles la naturaleza de sus respectivos trabajos como soldados y ciudadanos del Estado.

## Estructura
El Cuerpo de Educación y Juventud se divide en dos brigadas; la División Maguén (estrella) y la división de Educación, así como en seis unidades independientes directamente subordinadas al oficial en jefe del Departamento de Educación:
- El colegio de Jerusalén.
- La rama de planificación y organización.
- La base de entrenamiento juvenil ( en hebreo: בה"ד החינוך והנוער, Bahad ha-Jinuj ve-Hanoar)
- La Escuela de Liderazgo ( en hebreo: בית הספר למנהיגות, Beit ha-Sefer le-manhigut)
- El Semanario del Ejército: במחנה Bamahané.
- La Emisora del Ejército Israelí (en hebreo: גלי צה"ל, Galei Tzahal).

### División Maguén
Mikvé Alón es una base de entrenamiento para los nuevos inmigrantes (olim jadashim) que no conocen bien el hebreo, esta base está subordinada a la División Maguén. La unidad está formada por cuatro programas educativos;
- Makam: El centro para el avance de los grupos de población especial, es un programa iniciado por Rafael Eitan para reunir y apoyar a los soldados que de otro modo no serían llamados a filas, como por ejemplo los que sufren graves deficiencias educativas (carencia de educación obligatoria), un historial criminal, etc. Así como soldados con problemas de adaptación en las FDI y que son considerados como jóvenes del programa Makam. La base del proyecto se llama Habat HaShomer y está situada en el norte del país, entrena a los jóvenes del programa Makam con los problemas más graves.
- Maestros soldados: Es un programa para entrenar soldados que quieren ser maestros en el sector civil.
- Gadná: Es un programa de entrenamiento paramilitar para jóvenes estudiantes de instituto. El programa Gadná dispone de tres bases de entrenamiento; Tzalmón en el norte, Joará en el centro del país y el kibutz Sde Boker en el sur.
- Brigada Nahal:  El núcleo del programa Nahal (en hebreo: גרעין נח"ל), (transliterado: Garín Nahal), es un curso de entrenamiento anterior al cumplimiento del servicio militar.

### División de Educación
Sirve como guía profesional para las otras unidades del cuerpo, y para las FDI en general. Se divide en seis ramas; Makam, Educación y Doctrina, Cultura, Inmigración, y Enseñanza.

## Base de entrenamiento y educación para la juventud
La base fue construida cerca del cruce de Reem, en el Valle de Laquish, cerca de Kiriat Malají. Muchos de soldados del cuerpo de Educación se entrenan en la base.

## Oficiales
| Nombre                              | Años en el cargo |
| ----------------------------------- | ---------------- |
| Teniente coronel Yosef Karib        | 1948–1950        |
| Coronel Aaron Zeev                  | 1950–1963        |
| Coronel Mordejai Barón              | 1963–1968        |
| General de Brigada Isaac Arad       | 1968–1972        |
| General de Brigada Shaul Guivoli    | 1972–1975        |
| General de Brigada Amir Betzaloh    | 1975–1977        |
| General de Brigada Avner Shalev     | 1977–1979        |
| General de Brigada Abraham Zohar    | 1979–1982        |
| General de Brigada Josef Eldar      | 1982–1985        |
| General de Brigada Nehemias Dagán   | 1985–1988        |
| General de Brigada Ehud Gross       | 1988–1991        |
| General de Brigada Shalom Ben Moshé | 1991–1995        |
| General de Brigada Abraham HaShahal | 1995–1997        |
| General de Brigada Ran Glika        | 1997–1999        |
| General de Brigada Eleazar Stern    | 1999–2004        |
| General de Brigada Ilan Harari      | 2004–2007        |
| General de Brigada Eli Shermeister  | 2007–2013        |
| General de Brigada Avner Pasuk      | 2013–            |